# Fascellina inornata
Fascellina inornata là một loài bướm đêm trong họ Geometridae.